# Lista planetelor minore: 277001–278000
Aceasta este lista planetelor minore cu numerele 277001–278000.

## 277001–277100
| Denumire | Denumire provizorie | Data descoperirii | Locul descoperirii | Descoperitor(i)        |
| -------- | ------------------- | ----------------- | ------------------ | ---------------------- |
| 277001 – | 2004 XW72           | 9 decembrie 2004  | Catalina           | CSS                    |
| 277003 – | 2004 XY75           | 10 decembrie 2004 | Kitt Peak          | Spacewatch             |
| 277004 – | 2004 XK79           | 10 decembrie 2004 | Socorro            | LINEAR                 |
| 277008 – | 2004 XV130          | 14 decembrie 2004 | Campo Imperatore   | CINEOS                 |
| 277011 – | 2004 YZ21           | 18 decembrie 2004 | Mount Lemmon       | Mount Lemmon Survey    |
| 277027 – | 2005 CW1            | 1 februarie 2005  | Palomar            | NEAT                   |
| 277029 – | 2005 CG7            | 4 februarie 2005  | Wrightwood         | J. W. Young            |
| 277037 – | 2005 CT37           | 7 februarie 2005  | Bareggio           | Bareggio               |
| 277038 – | 2005 CK39           | 9 februarie 2005  | La Silla           | A. Boattini, H. Scholl |
| 277043 – | 2005 CB62           | 12 februarie 2005 | Cordell-Lorenz     | D. T. Durig            |
| 277053 – | 2005 EO37           | 4 martie 2005     | Junk Bond          | Junk Bond              |
| 277082 – | 2005 EH173          | 8 martie 2005     | Jarnac             | Jarnac                 |
| 277085 – | 2005 ES185          | 10 martie 2005    | Anderson Mesa      | LONEOS                 |

## 277101–277200
| Denumire     | Denumire provizorie | Data descoperirii | Locul descoperirii | Descoperitor(i) |
| ------------ | ------------------- | ----------------- | ------------------ | --------------- |
| 277106 Forgó | 2005 GY             | 1 aprilie 2005    | Piszkéstető        | K. Sárneczky    |
| 277107 –     | 2005 GA1            | 1 aprilie 2005    | Ottmarsheim        | Ottmarsheim     |
| 277118 –     | 2005 GS59           | 8 aprilie 2005    | Mayhill            | A. Lowe         |
| 277126 –     | 2005 GO119          | 9 aprilie 2005    | Siding Spring      | SSS             |
| 277131 –     | 2005 GR196          | 10 aprilie 2005   | Kitt Peak          | M. W. Buie      |
| 277139 –     | 2005 KN9            | 28 mai 2005       | Reedy Creek        | J. Broughton    |

## 277201–277300
| Denumire | Denumire provizorie | Data descoperirii  | Locul descoperirii | Descoperitor(i) |
| -------- | ------------------- | ------------------ | ------------------ | --------------- |
| 277204 – | 2005 QV88           | 30 august 2005     | Saint-Véran        | Saint-Véran     |
| 277217 – | 2005 QH143          | 31 august 2005     | Goodricke-Pigott   | R. A. Tucker    |
| 277253 – | 2005 RX45           | 14 septembrie 2005 | Apache Point       | A. C. Becker    |
| 277262 – | 2005 SB26           | 28 septembrie 2005 | Ondřejov           | P. Kušnirák     |

## 277301–277400
| Denumire | Denumire provizorie | Data descoperirii | Locul descoperirii | Descoperitor(i) |
| -------- | ------------------- | ----------------- | ------------------ | --------------- |
| 277339 – | 2005 TM45           | 6 octombrie 2005  | Junk Bond          | D. Healy        |

## 277401–277500
| Denumire | Denumire provizorie | Data descoperirii | Locul descoperirii | Descoperitor(i) |
| -------- | ------------------- | ----------------- | ------------------ | --------------- |
| 277451 – | 2005 UT504          | 24 octombrie 2005 | Mauna Kea          | D. J. Tholen    |
| 277475   | 2005 WK4            | 27 noiembrie 2005 | Siding Spring      | SSS             |

## 277501–277600
| Denumire | Denumire provizorie | Data descoperirii | Locul descoperirii | Descoperitor(i) |
| -------- | ------------------- | ----------------- | ------------------ | --------------- |
| 277533 – | 2005 YZ3            | 22 decembrie 2005 | Pla D'Arguines     | R. Ferrando     |

## 277701–277800
| Denumire | Denumire provizorie | Data descoperirii | Locul descoperirii | Descoperitor(i) |
| -------- | ------------------- | ----------------- | ------------------ | --------------- |
| 277788 – | 2006 EK2            | 3 martie 2006     | Nyukasa            | Nyukasa         |

## 277801–277900
| Denumire      | Denumire provizorie | Data descoperirii | Locul descoperirii | Descoperitor(i)    |
| ------------- | ------------------- | ----------------- | ------------------ | ------------------ |
| 277810        | 2006 FV35           | 29 martie 2006    | Kitt Peak          | Spacewatch         |
| 277811 –      | 2006 FM36           | 30 martie 2006    | Lulin Observatory  | Q.-z. Ye           |
| 277816 Varese | 2006 GL             | 2 aprilie 2006    | Schiaparelli       | L. Buzzi, F. Luppi |
| 277854 –      | 2006 HR131          | 26 aprilie 2006   | Cerro Tololo       | M. W. Buie         |
| 277855 –      | 2006 HN150          | 22 aprilie 2006   | La Silla           | R. Behrend         |
| 277883 Basu   | 2006 JA69           | 1 mai 2006        | Mauna Kea          | P. A. Wiegert      |

## 277901–278000
| Denumire | Denumire provizorie | Data descoperirii | Locul descoperirii | Descoperitor(i) |
| -------- | ------------------- | ----------------- | ------------------ | --------------- |
| 277936 – | 2006 OO             | 18 iulie 2006     | Ottmarsheim        | C. Rinner       |